# Hyloscirtus conscientia
Hyloscirtus conscientia — вид жаб родини райкових (Hylidae). Описаний у 2021 році.

## Поширення
Ендемік Еквадору. Вид описаний з гірських лісів басейну річки Міра на крайньому північному заході Еквадору.

## Екологія
Hyloscirtus conscientia був знайдений вздовж чистих водних потоків з багатьма водоспадами в гірському передгірському хмарному лісі. Прибережний ліс включав дерева висотою 20 м, вкриті мохом і епіфітами. Жаби були знайдені вночі, сидячи на або під листям і гілками Heliconiaceae, чагарників, дерев і папоротей на висоті 30–350 см над землею. У квітні, вересні та листопаді самці кличуть, сидячи під листям.